# Panneautage
Le panneautage est une technique traditionnelle de chasse au filet qui permet de capturer le gibier vivant. Les filets sont tendus verticalement autour de l'enceinte où l'on a repéré la présence du gibier (cerf, sanglier, etc.) ; ils doivent rester lâches de façon que les animaux s'y prennent au piège. Une battue peut être organisée afin de rabattre les bêtes vers les panneaux.
Le panneautage est associé au braconnage et considéré comme une technique déloyale en France. Un des plus anciens textes juridiques français concernant la chasse est une ordonnance de Philippe V le Long, datée de 1318, portant défense de faire des panneaux à lapins et lièvres. La peine requise dans cette ordonnance était l'emprisonnement.
Cette méthode est à l'origine de l'expression « tomber dans le panneau ».